# Usine de concassage de galets de Tréguennec
 (novembre 2018).
Si vous disposez d'ouvrages ou d'articles de référence ou si vous connaissez des sites web de qualité traitant du thème abordé ici, merci de compléter l'article en donnant les références utiles à sa vérifiabilité et en les liant à la section « Notes et références ».
L'usine de concassage de galets de Tréguennec est une structure militaire datant de la Seconde Guerre mondiale, située en bordure de mer, au lieu-dit Prad ar C'hastell, sur le territoire de la commune de Tréguennec dans le département du Finistère en région Bretagne, en France.

## Localisation

### Géologie et relief
Un cordon dunaire, long de 10 km, épouse la baie d'Audierne de Penhors à la pointe de la Torche. Il était initialement formé de galets, de gravier et de sable. Le sommet avoisinait la cote + 8,00, en s'abaissant par endroits à la cote + 7,00 par rapport au zéro des cartes marines  de Penmarc'h. La largeur du cordon était de 50 m.
Bien avant la Seconde Guerre mondiale, la fragilité de ce secteur est reconnue, et un arrêté préfectoral de mars 1934 interdit toute extraction côtière sur le territoire de la commune de Plovan.

### Localisation de la construction
Au lieu-dit Prad ar C'hastell, se trouvent les vestiges de l'usine de concassage de galets. Bâtie en 1943 par l'occupant allemand, elle fabriquait le gravier pour une grande partie du mur de l'Atlantique.
On voit toujours un énorme mur de 2 m d'épaisseur et de 150 m de long, les ruines des trémies, celles des bâtiments du concasseur principal et les bunkers. Aux alentours, sont éparpillés des tobrouks, c'est-à-dire des puits à mortiers ou à mitrailleuses, et des blockhaus pour MG42.
Sur une photo satellite, l'ensemble évoque une piste d'atterrissage.

### Plan des lieux

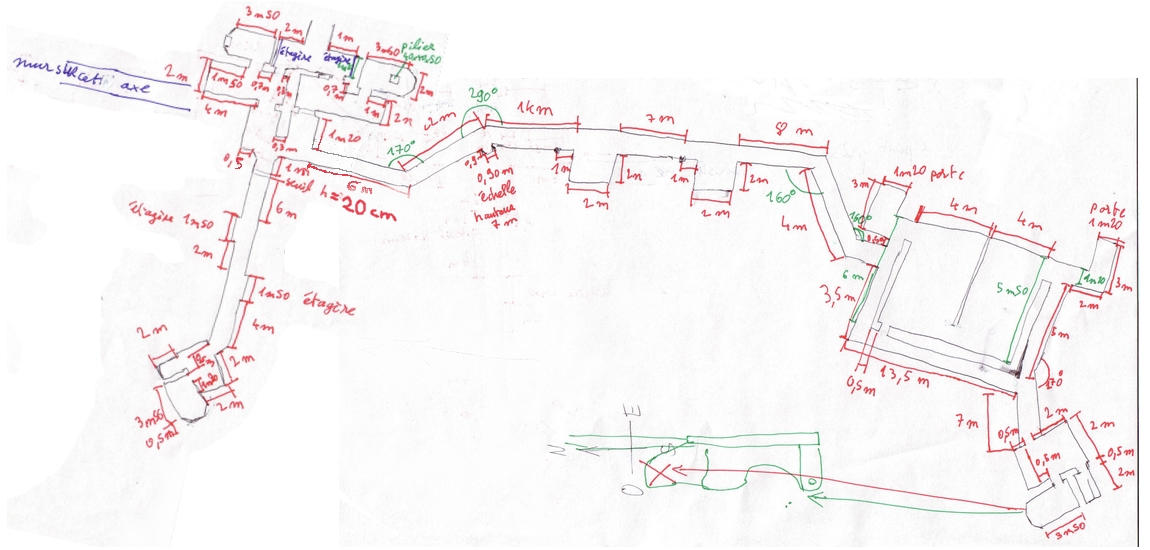
Plan approximatif des souterrains de l'ensemble.

## Historique

### Le camp Todt
En 1942, les Allemands installent un camp Todt à Tréguennec. Ils procèdent à partir de cette date à d'importantes extractions de galets, dans le but de fournir des matériaux de construction pour les ouvrages locaux en général, et pour le mur de l'Atlantique en particulier :
- l'embranchement de voie Pont-l'Abbé-Tréguennec ;
- l'extension de la gare à Quimper ;
- la création d'un doublement de voie à la gare de Tréméoc ;
- la création de l'ensemble des casemates et bunkers du secteur Finistère-sud.

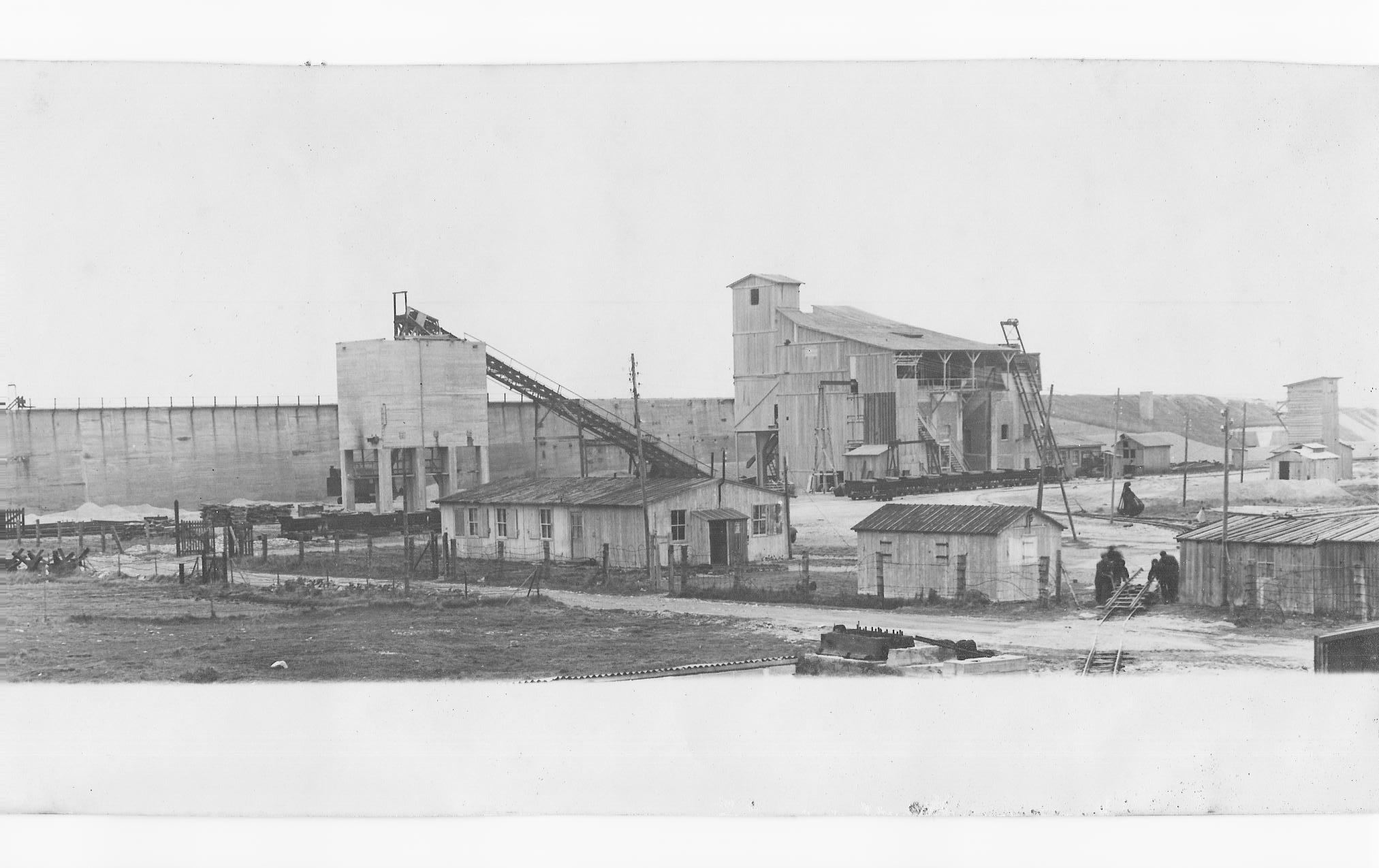
Le camp Todt à Tréguennec en 1943

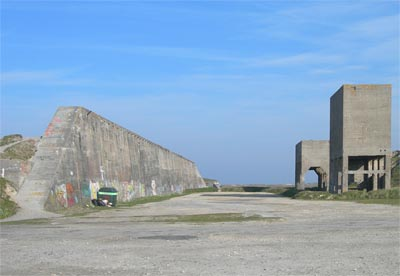
Vue générale du camp.

### Constitution finale
Le camp, dans sa version finale, est formé d'une usine de stockage et de concassage de galets. Il comprend :
- un bâtiment de concassage de 20 × 13 m, à deux étages, en béton et en briques, qui lui-même comporte : 
  - quatre silos de chargement (toujours visibles),
  - un portique de pont roulant,
  - un concasseur vertical à cylindre giratoire,
  - trois concasseurs horizontaux à mâchoire,
  - divers moteurs ;
- un silo à trois compartiments, 10 × 5,40 m, cinq trémies en béton armé (toujours visible), avec :
  - un élévateur à matériaux,
  - un trieur,
  - un moteur électrique ;
- un massif de béton armé pour le chargement, avec cinq silos cribleurs (le « mur », toujours visible) ;
- une trémie isolée, en bois (disparue) ;
- divers baraques et hangars de brique, bois ou tôle, servant à abriter treuils, transformateurs, outillages divers, etc.
- du gros matériel d'exploitation :
  - un bulldozer Caterpillar, pour remonter les galets vers la pelle,
  - deux pelles Weserhutte, pour charger les wagonnets,
  - une locomotive Decauville,
  - 35 wagonnets de 0,75 m3 en bon état,
  - 95 wagonnets de 0,75 m3 défectueux,
  - un tracteur Billard, type T 75D,
  - un tracteur Henschel, type 222 ;
- une série de claies métalliques destinées au crible des galets ;
- une voie de chemin de fer de 11,930 km, nommée « embranchement de Tréguennec », reliant l'usine à une gare située sur le plateau de Pen Enez, près de Pont-l'Abbé.

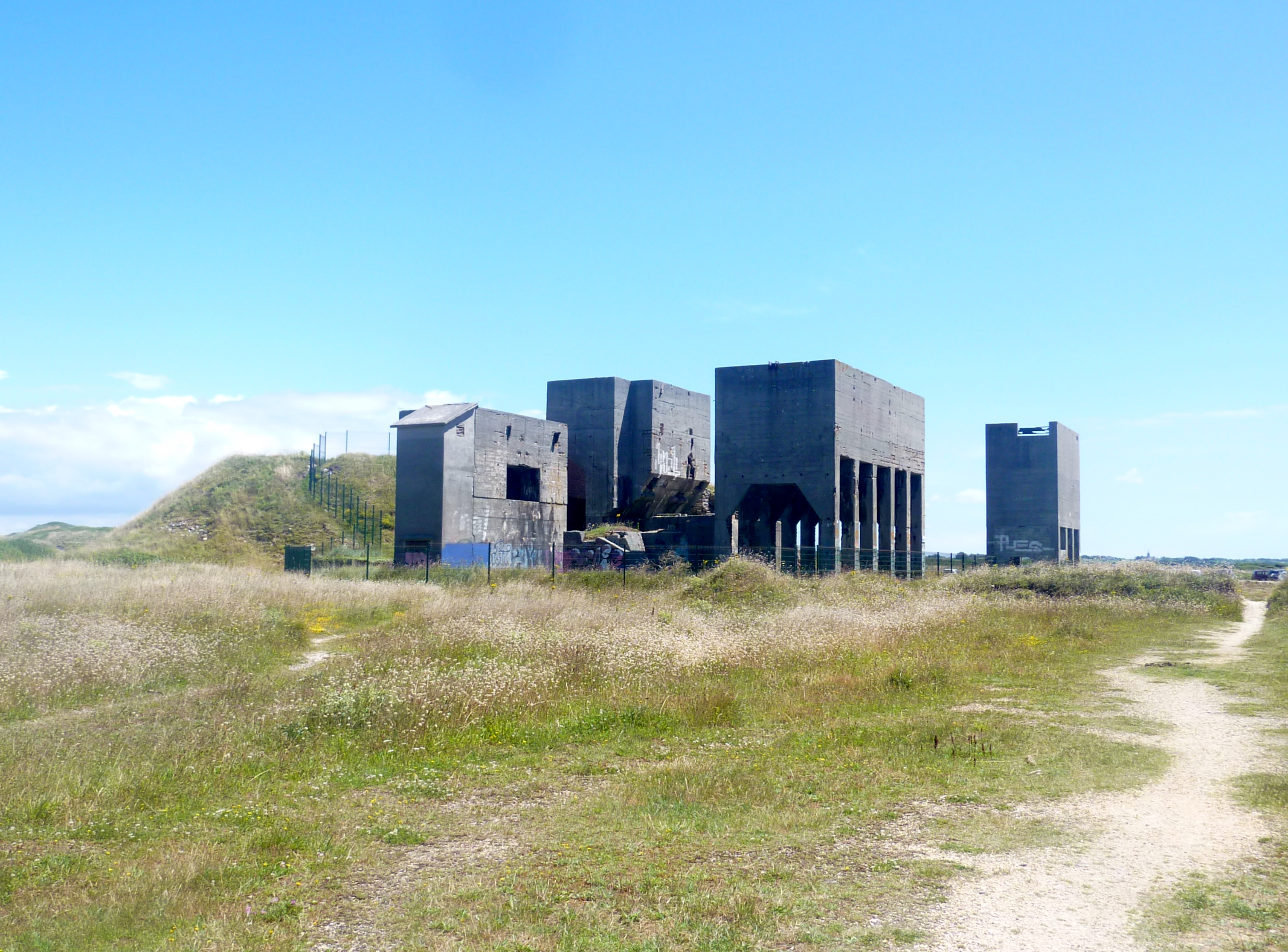
Tréguennec : le camp Todt, vue générale 1
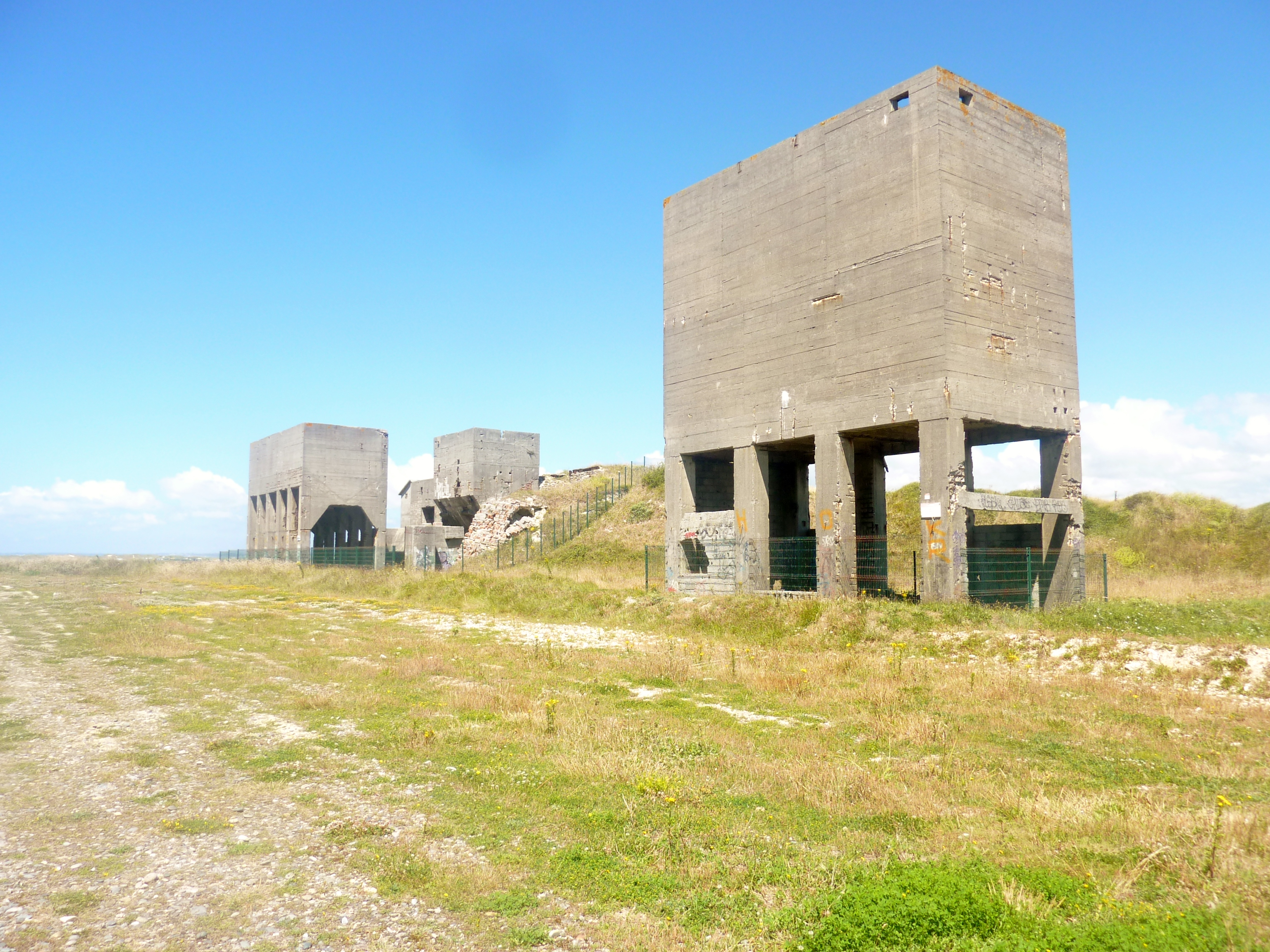
Tréguennec : le camp Todt, vue générale 2

### L'extraction sous l'occupation

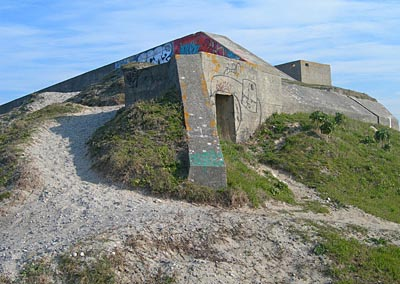
Le bunker ouest du camp

L'extraction commence en 1942. Sur le cordon dunaire, le bulldozer alimente en galets la pelle à câble, qui emplit des wagonnets. Ces derniers, tirés par la locomotive, suivent la voie ferrée de chantier qui remonte de la plage jusqu'en haut du mur de béton. Du sommet, ils déversent leur contenu dans trois, puis plus tard cinq trémies filtrantes. Les plus petits galets, directement utilisables comme matériaux de construction, tombent dans des wagons qui attendent au pied du mur. Les autres galets, trop gros pour servir en l'état, sont stockés en arrière pour concassage.
L'extraction effectuée sous l'occupation est de l'ordre de 50 m3 par mètre courant de dune. Ce qui, sur dix kilomètres de cordon dunaire, représente plus de 400 000 m3 de galets prélevés. La masse volumique moyenne des matériaux se situant aux alentours de 2,6 t/m3, le prélèvement global projeté par les autorités allemandes sur le cordon dunaire est d'environ un million de tonnes. Le sommet du cordon dunaire ne s'abaisse pas sensiblement, mais l'emprise de la dune se retrouve réduite de 50 à moins de 30 m en certains points.
Entre 350 et 400 ouvriers volontaires, dont des locaux, y travaillaient.

### La ligne Pen Enez-Tréguennec
En août 1941, l'embranchement à voie normale est mis en chantier. Avec 1,435 m d'écartement entre rails, il se compose de plusieurs parties. La première, de 9,450 km, est entièrement neuve. Elle est créée par l'entrepreneur pour l'infrastructure de l'autorité allemande : Fa Dr. Ing. Rathjens, Tiefbauunternehmung. Cette première partie, nommée zum Neubau einer normalspurigen Kiestransportbahn von Pont-l'Abbé zum Ozean, part du camp Todt et rejoint l'ancienne plate-forme de la voie Pont-l'Abbé-Audierne. Le rayon des courbes est de 300 m, sauf le dernier, sur le canal d'évacuation de l'étang de Saint-Vio, qui est fixé à 500 m. Cette voie normale traverse les différentes routes en six points appelés « passages à niveau » (PN), qui sont numérotés : 
- le no 540 sur le VO no 7 ;
- le no 539 sur le VO no 5 de Plonéour, près de Méjou-Roz et Kervouyen ;
- le no 537 sur le CD no 57 reliant Plonéour à Saint-Jean-Trolimon, au-dessus de Kerneizant ;
- le no 538 sur le VO no 124, entre Kerignon et Penarpont ;
- le no 536 sur la départementale  no 25 reliant Plonéour à Pont-l'Abbé, près de Kervant ;
- le no 535 sur le VO no 14, près de Penisquin.

### À la Libération
Quimper est libérée en août 1944, Brest en septembre de la même année. Le camp de Tréguennec est abandonné par les Allemands. Les installations sont saccagées tant par l'ennemi que par des vols importants commis au moment de la Libération. Le camp est récupéré par le gouvernement de l'époque. Le stock de galets laissé sur place est considérable. L'état des installations est jugé suffisant pour permettre à peu de frais une remise en marche, afin de satisfaire aux besoins innombrables de la reconstruction. À Brest notamment, la remise en état des ouvrages portuaires, complètement détruits, présente un caractère d'urgence pour les besoins vitaux du pays.
Il est impossible en effet de se procurer les matériaux concassés nécessaires dans les carrières du département : ces dernières ne peuvent déjà subvenir aux besoins des chantiers rail et route.
D'autre part, en raison de la présence du stock laissé par les Allemands sur le site de Tréguennec, une économie considérable pour l'État peut être réalisée — étant entendu que cette installation ne doit servir que jusqu'à l'épuisement du stock de galets extraits par l'occupant.
En janvier 1945, quatre entreprises sont susceptibles de pouvoir remettre le chantier en activité :
- Marc, de Brest ;
- Delhommeau, de Candé (Maine-et-Loire), installés à Quimper ;
- Goarnisson, de Saint-Thégonnec ;
- La Société Française du Vialit, de Paris.

En octobre 1945, le projet de marché avec la Société Française du Vialit est soumis au ministère de la Reconstruction. Dans le même temps, Brest commence à manquer de matériaux.
À Tréguennec, les travaux de remise en état du matériel nécessitent l'utilisation d'une quantité assez importante de métaux ferreux, qui demande à être couverte par des bons-matière. De plus, il faut récupérer du matériel provenant du camp Todt, entreposé par les FFI à l'école libre de Plonéour-Lanvern et transporté fin novembre 1944 au parc d'artillerie de Lanniron, à Quimper (treuils, tapis, moteurs électriques, courroies).
En février 1946, le métré des deux réserves laissées par les Allemands s'établit comme suit :
- galets de 0,03 à 0,10 : 90 700 m3 ;
- galets de 0,01 à 0,06 : 3 000 m3.

Le levé de plan ci-contre montre les réserves impressionnantes de galets. Les tas s'étirent vers l'est jusqu'au chemin départemental. Ces réserves sont disposées de manière que le bunker situé du côté haut du camp puisse garder un maximum de visibilité.

### La période de la reconstruction

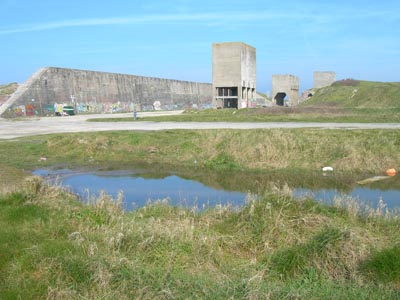
L'entrée du camp Todt vue de l'ancienne carrière communale.

En mai 1946, le marché est signé avec la Société Française du Vialit. L'exploitation de concassage de Tréguennec doit produire une moyenne journalière de 150 t de gravillons destinés principalement à la reconstruction du port et de la ville de Brest. Une autre partie sera ventilée sur tout le département afin de remettre les chaussées en état. L'exploitation se fait uniquement sur le stock laissé sur place par les Allemands.
Les premières livraisons officielles pour Brest ont lieu au cours de l'été 1946, à la gare du Relecq-Kerhuon.
Dans la même période, l'entreprise découvre des obus de 77 et de calibres inférieurs, non éclatés, dans les tas de matériaux. Le service de déminage dépêche deux PGA munis de détecteurs, près de la pelle mécanique qui effectue le chargement. Quelques engins sont repérés et enlevés avant le concassage.
En octobre 1946, Tréguennec approvisionne en ballast le chantier de mise à voie normale de la ligne Pont-l'Abbé-Saint-Guénolé. Parallèlement, certains établissements envisagent de s'installer dans la région pour créer un chantier de fabrication de poutrelles et hourdis précontraints, afin de desservir les villes sinistrées, de Saint-Nazaire à Cherbourg. Le problème est de savoir si, une fois le stock épuisé, le chantier de concassage pourra continuer en exploitant le cordon dunaire.
En décembre 1946, Tréguennec tourne à plein rendement. Il emploie 26 ouvriers qui travaillent dix heures par jour, six jours sur sept. Mais la voie ferrée, sans entretien, commence à donner des signes de faiblesse.
Face au chantier de Tréguennec, se trouve une carrière non exploitée appartenant à la commune. Il serait intéressant de pouvoir en tirer les matériaux nécessaires aux routes de la région, car leur remise en état  nécessite la mise en œuvre  d'une importante quantité de pierre cassée. Un apport de cette carrière, située en face des installations de Tréguennec, serait le bienvenu. L'accord avec la mairie ne peut se faire.
En décembre 1946, la SNCF rend son rapport : l'état de l'embranchement Pen Enez-Tréguennec est catastrophique, par manque d'entretien. Grand nombre de traverses sont à changer rapidement, l'herbe pousse entre les rails et l'élagage des bords de voie devient très urgent. Le 28 février 1947, un train de gravier déraille à un kilomètre de Pen Enez. Le 6 mars, dans le chantier, la machine 230-404 déraille de trois essieux. Une remise en état sommaire est faite en mai par la société Dumez.
Dans le même temps, Brest fait part de l'importance de ses besoins en gravillon. Mais la production de ballast est déjà insuffisante pour alimenter le chantier de mise à voie normale de la voie ferrée Pont-l'Abbé-Saint-Guénolé. Et la fourniture ne peut être suspendue qu'une fois l'opération de ballastage menée jusqu'à la gare de Guilvinec.

### La fermeture

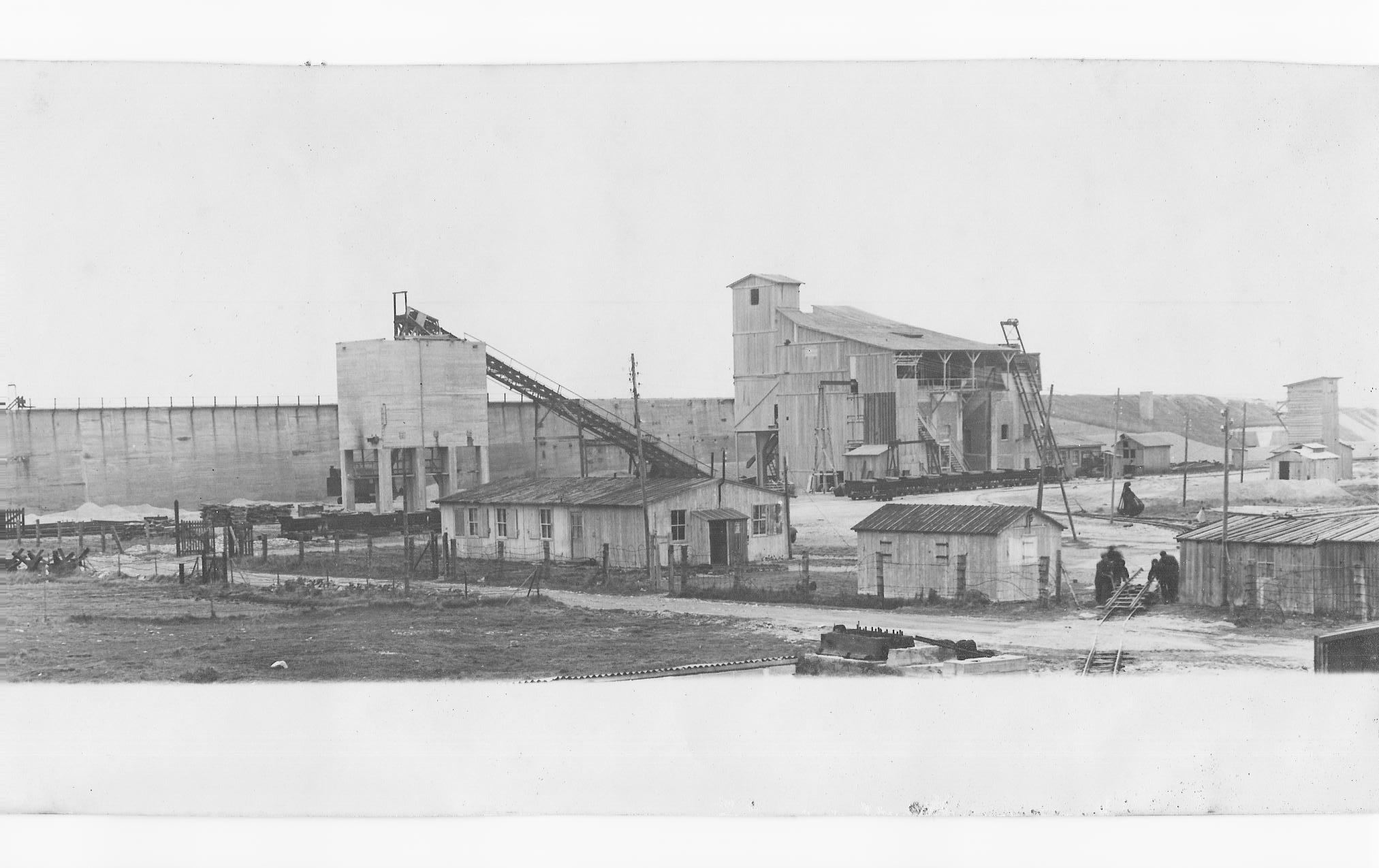
Les bâtiments tels qu'en 1947.

Durant l'été 1947, la reconstruction bat son plein. Les deux tiers du stock allemand sont épuisés. L'administration est face à un choix :
- arrêter le chantier et démonter l'installation, après épuisement du stock ;
- ou au contraire poursuivre le concassage, grâce à de nouvelles extractions — de l'ordre de 80 000 m3 — sur le cordon littoral.

Le rapport stipule que les besoins en matériaux pour la reconstruction sont immenses et que les carrières sont toujours dans l'impossibilité de faire face aux demandes. Il serait donc économiquement avantageux de poursuivre l'extraction, si le service maritime estime que ces prélèvements ne sont pas incompatibles avec la sécurité des régions voisines (car le cordon littoral est aussi un cordon de protection en maints endroits). La réponse du service maritime est sans équivoque : l'extraction massive effectuée par les Allemands a eu pour effet d'affaiblir dangereusement la dune. Tout nouveau prélèvement serait susceptible de causer sa rupture et d'entraîner la submersion des terres riveraines. L'exploitation s'arrête donc à l'épuisement du stock, c'est-à-dire vers la fin de l'année 1947. En septembre, les travaux de mise à voie normale de la ligne Pont-l'Abbé-Saint-Guénolé se terminent. En octobre, le concasseur tombe en panne sur une dizaine de jours, et le stock restant de galets est concassé début décembre. Il reste à épuiser les matériaux concassés.
Les grandes marées de février 1948 ont raison du cordon dunaire, en particulier de la section de deux kilomètres comprise entre le chantier et l'étang de Trunvel.
Le samedi 21 février 1948, l'administration ferme officiellement le site. Les installations sont démontées et vendues par les Domaines vingt mois plus tard, le 5 octobre 1949, à 14 h 30, au cours d'une « vente aux enchères verbales et soumissions cachetées ».

### La poursuite illégale des prélèvements
Des entrepreneurs locaux poursuivent pendant une trentaine d'années des prélèvements dans le cordon de galets ; le point de non-retour est atteint en février 1966 avec sa rupture, des vagues éventrant ce rempart naturel et la mer inondant la palue.
Ce n'est qu'à partir de la décennie 1990 que les collectivités locales ont pris conscience de l'enjeu et commencé à mener des politiques volontaristes de préservation du milieu naturel.

## Pour approfondir